# Monotoplana diorchis
Monotoplana diorchis är en plattmaskart som beskrevs av Meixner 1938. Enligt Catalogue of Life ingår Monotoplana diorchis i släktet Monotoplana och familjen Monotoplanidae, men enligt Dyntaxa är tillhörigheten istället släktet Monotoplana och familjen Monocelididae. Arten är reproducerande i Sverige. Inga underarter finns listade i Catalogue of Life.